# Wlas Jakowlewitsch Tschubar

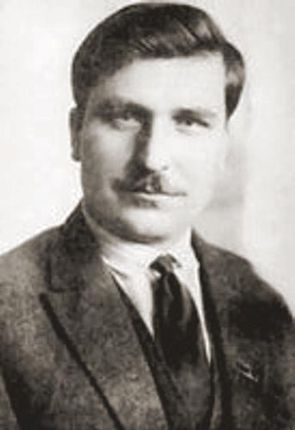
Wlas Tschubar (1934)

Wlas Jakowlewitsch Tschubar (russisch Влас Яковлевич Чубарь, wiss. Transliteration Vlas Jakovlevič Čubar'; * 10. Februarjul. / 22. Februar 1891greg. in Fjodorowka im Gouvernement Jekaterinoslaw, Russisches Reich, heute zum Rajon Polohy, Oblast Saporischschja, Ukraine; † 26. Februar 1939 in Moskau) war ein sowjetischer Politiker, der von 1935 bis 1938 Mitglied des Politbüros der Kommunistischen Partei der Sowjetunion (KPdSU) war und 1939 den Stalinschen Säuberungen zum Opfer fiel.

## Biografie

### Ukrainische Aufgaben
Der in der Ukraine als Sohn eines Bauern geborene Tschubar besucht von 1904 bis 1911 das Mechanisch-Technische Institut (heute: Запорожский национальный технический университет) in Alexandrowsk. Während der Russischen Revolution 1905 war er in Auseinandersetzungen mit der Polizei involviert. 1907 wurde er, im Alter von 16 Jahren, Mitglied der Sozialdemokratischen Arbeiterpartei Russlands (SDAR). Nach seiner Ausbildung arbeitete er in verschiedenen Fabriken in Kramatorsk, Mariupol, Moskau und Petrograd. Mit der Februarrevolution 1917 wurde er Vorsitzender des Arbeiterkomitees einer Kanonenfabrik und Vertreter für Petrograd. Mit der Oktoberrevolution wurde Tschubar Kommissar für Artillerieverwaltung des revolutionären Militärkomitees (ВРК), dann Mitglied der Leitung für Qualitätskontrolle. In den Jahren 1918/1919 war er Vorsitzender des Gremiums für Maschinenfabriken (ГОМЗА) und Mitglied des Präsidiums der ВСНХ (Organisation und Verwaltung für nationale Wirtschaft und Finanzen).
Nach dem Ende der Ukrainischen Volksrepublik war Tschubar zwischen 1919 und 1922 in der Ukraine Vorsitzender des Orgbüros zur Wiederherstellung der Industrie, Mitglied des Revolutionskomitees und Vorsitzender des dortigen ВСНХ. Vom 13. Juli 1923 bis zum 28. April 1934 war er Regierungschef (Vorsitzender des Sownarkom) in der Ukraine. Um 1932, zur Zeit der großen Hungerskatastrophe (Holodomor), musste er sich deshalb als ranghohes Mitglied im Ukrainischen Politbüro und als Regierungschef herbe Vorwürfe von Stalin gefallen lassen.

### Im Machtzentrum
1921 wurde er Mitglied im damals noch mächtigen 25-köpfigen Zentralkomitee der Kommunistischen Partei Russlands (Bolschewiki) – KPR (B) und 1926 – zusammen mit Mikojan – Kandidat des Politbüros der Partei. Von 1918 bis 1923 war er Mitglied des Präsidiums des Obersten Volkswirtschaftsrates der UdSSR. Trotz der Kritik über die Zustände in der Ukraine wurde er nach dem Tode des ukrainischen Politbüromitglieds Kuibyschew zusammen mit Mikojan Anfang 1935 Vollmitglied im höchsten politischen Gremium der UdSSR, dem Politbüro der Kommunistischen Partei der Sowjetunion – KPdSU (B). Am 1. Januar 1938 musste er diese Position wieder räumen. Von 1934 bis 1937 war er auch Stellvertretender Vorsitzender des Rats der Volkskommissare – der sowjetischen Regierung – und des Rates für Arbeit und Verteidigung der UdSSR. Vom 23. August 1937 bis zum 19. Januar 1938 war Tschubar für kurze Zeit Volkskommissar der Finanzen im Kabinett von Molotow.

### Stalinsche Säuberungen
1936 verfolgt er noch im Auftrage des Politbüros den ersten Moskauer Prozess gegen Kamenew und Sinowjew, um dann im Rahmen der Stalinschen Säuberungen 1938 selbst Opfer zu werden. Es verschwanden 1936 bis 1938 nicht nur die ehemaligen Oppositionellen, sondern auch viele der treuesten Anhänger Stalins, so auch 1938 die drei Politbüromitglieder Wlas Tschubar und Stanislaw Kossior aus der Ukraine sowie der Lette Jan Rudsutak, außerdem die Politbürokandidaten Postyschew aus der Ukraine und Eiche. Ohne Anhörung durch das Politbüro und nach schweren Folterungen, so berichtete Chruschtschow 1956 auf dem XX. Parteitag, wurde ihnen auf der Grundlage fabrizierter Geständnisse der Prozess gemacht und kurz darauf das Todesurteil ausgesprochen. Anfang 1939 wurden Tschubar, Kossior und andere erschossen. 1955 und 1956 wurde er rehabilitiert.

### Ehrungen
- Tschubar erhielt den Orden des Roten Banners der Arbeit.
- Ein Denkmal für ihn steht in Kramatorsk in der Ukraine.
- Sein Geburtsort und die Landratsgemeinde Fedoriwka in der ukrainischen Oblast Saporischschja trugen zwischen 1960 und 2016 den Namen Tschubariwka (ukr. Чубарівка). Das Dorf Hrada in der Oblast Schytomyr trug bis 2016 seinen Namen.